# Eurytheca monspeliensis
Eurytheca monspeliensis är en svampart som beskrevs av De Seynes 1878. Eurytheca monspeliensis ingår i släktet Eurytheca och familjen Myriangiaceae.   Inga underarter finns listade i Catalogue of Life.